# Verksamhetssystem
Ett verksamhetssystem har till uppgift att ge en helhetssyn och en klar bild av hur företaget fullföljer sitt uppdrag och har även till uppgift att visa hur varje medarbetare bidrar till detta. 
I ett verksamhetssystem omsätts företagets övergripande mål och strategier i processer som fokuserar på kundens och verksamhetens behov. Ett effektivt verksamhetssystem beskriver företagets processer såväl som dess styrformer på övergripande nivå men också på delprocess- och på aktivitetsnivå, med tillhörande arbetsbeskrivningar och dokument. Ett IT-baserat verksamhetssystem ger förutsättning till transparens och ger grunden till en god informations- och kommunikationsplattform då samma språk används om kunder, processer och aktiviteter.  
Genom ett IT-baserat verksamhetssystem som visualiserar klickbara processer som är åtkomligt för alla, får organisationen en enhetlig och gemensam plattform för information och kommunikation.  Flödet genom företaget och dess organisatoriska delar blir tydligt. Vilket i sin tur möjliggör att verksamheten kan styras effektivt. Ledningens arbete med att nå ut med sin vision, strategier och mål underlättas av en gemensam, synlig och enhetlig styrning.
Till verksamhetssystemet brukar också inräknas det operativa stödet till affärsprocesserna.